# مقاطعة سوري (فيرجينيا)
 مقاطعة سوري  (بالإنجليزية:  Surry County)‏ هي إحدى المقاطعات في ولاية فيرجينيا في الولايات المتحدة الأمريكية.

## أعلام
- فيلي جونز
- جون هارتويل كوك
- بيتن شورت
- روجر براون